# Gran Premio Nuestra Señora de Oro
El Gran Premio Nuestra Señora de Oro es una prueba ciclista de un día amateur española, que se disputa en la ciudad de Murgia (Álava) y sus alrededores, en el mes de junio.
Forma parte del Torneo Euskaldun y está reservada en la actualidad para corredores entre 19 y 26 años. Creada en 1969, sus once primeras ediciones estuvieron disputadas por profesionales, entre 1969 y 1980. Está organizado por el Club Ciclista Zuyano.

## Palmarés
| Año                                     | Ganador                       | Segundo                       | Tercero                |
| Prueba disputada por profesionales      |                               |                               |                        |
| --------------------------------------- | ----------------------------- | ----------------------------- | ---------------------- |
| 1969                                    | Nemesio Jiménez               | José María Errandonea         | Mariano Díaz           |
| 1970                                    | José Antonio González Linares | Andrés Gandarias              | Antonio Menéndez       |
| 1971                                    | Agustín Tamames               | José Grande                   | Gabriel Mascaró        |
| 1972                                    | Miguel María Lasa             | Eduardo Castelló              | José Luis Uribezubia   |
| 1973                                    | Domingo Perurena              | Jesús Manzaneque              | José Luis Abilleira    |
| 1974                                    | Antonio Martos                | Manuel Esparza                | Luis Ocaña             |
| 1975                                    | Francisco Galdós              | José Antonio González Linares | José Antonio Pontón    |
| 1976                                    | José Enrique Cima             | Javier Elorriaga              | Andrés Oliva           |
| 1977                                    | Faustino Fernández Ovies      | Pedro Vilardebo               | Ismael Lejarreta       |
| 1978                                    | Juan Pujol                    | Vicente Belda                 | José Luis Viejo        |
| 1979                                    | No se disputó                 |                               |                        |
| 1980                                    | Juan Fernández Martín         | José Luis Laguía              | Ismael Lejarreta       |
| Prueba disputada por ciclistas amateurs |                               |                               |                        |
| 1995                                    | Claus Michael Møller          |                               |                        |
| 1996-1998                               | ?                             |                               |                        |
| 1999                                    | Unai Uriarte                  | Óscar García Lago             | José Manuel Maestre    |
| 2000                                    | David Herrero                 | Unai Barazabal                | Ángel Vázquez Iglesias |
| 2001                                    | Julen Fernández               | Dionisio Galparsoro           | Íñigo Urretxua         |
| 2002                                    | ?                             |                               |                        |
| 2003                                    | Iban Uberuaga                 | Mikel Elgezabal               | Julen Urbano           |
| 2004                                    | Iban Uberuaga                 | Javier Ruiz de Larrinaga      | Eugenio Pineda         |
| 2005-2007                               | ?                             |                               |                        |
| 2008                                    | Guillermo Lana                | Ugaitz Artola                 | Fabricio Ferrari       |
| 2009                                    | Mikel Landa                   | Igor Romero                   | José Vega              |
| 2010                                    | Mikel Bizkarra                | Pello Bilbao                  | Mikel Filgueira        |
| 2011                                    | Pablo Torres                  | Abdelkader Belmokhtar         | Ignacio Pérez          |
| 2012                                    | Mike Terpstra                 | Diego Ochoa                   | Jesús del Pino         |
| 2013                                    | Aitor González Prieto         | José Manuel Gutiérrez         | Higinio Fernández      |
| 2014                                    | Imanol Estévez                | Juan Ignacio Pérez            | Carlos Antón Jiménez   |
| 2015                                    | Aitor González Prieto         | Jorge Arcas                   | Mikel Iturria          |
| 2016                                    | Manuel Sola                   | Jonathan Cañaveral            | Marcos Jurado          |
| 2017                                    | Peio Goikoetxea               | Sergio Rodríguez Reche        | Unai Cuadrado          |
| 2018                                    | Antonio Gómez de la Torre     | Tiago Antunes                 | José Félix Parra       |
| 2019                                    | Iker Ballarin                 | Jefferson Cepeda              | Sergio Martín          |
| 2020                                    | aNo se disputó                | aNo se disputó                | aNo se disputó         |
| 2021                                    | Unai Iribar                   | Xabier Berasategi             | Yesid Pira             |
| 2022                                    | Fergus Robinson               | Pau Llaneras                  | Mulu Hailemichael      |
| 2023                                    | Julen Arriolabengoa           | Jan Castellón                 | Iñaki Díaz             |
| 2024                                    | Rafael Martínez               | Ander Ganzabal                | Alejandro Ropero       |

## Palmarés por países
| País         | Victorias |
| ------------ | --------- |
| España       | 30        |
| Dinamarca    | 1         |
| Países Bajos | 1         |
| Reino Unido  | 1         |